# Buona la prima! (seconda edizione)
La seconda edizione di Buona la prima! è stata trasmessa in prima visione assoluta in Italia da Italia 1 dal 18 marzo al 13 maggio 2008.
| nº | Titolo                | Prima TV       | Ospite                                    | Suggeritore             |
| -- | --------------------- | -------------- | ----------------------------------------- | ----------------------- |
| 1  | Tatuaggio selvaggio   | 18 marzo 2008  | Michelle Hunziker                         | Alessandro Cecchi Paone |
| 2  | La borsetta smarrita  | 18 marzo 2008  | Alessandro Preziosi                       | Pino Insegno            |
| 3  | Maestro di danza      | 25 marzo 2008  | Claudio Bisio                             | Maurizio Nichetti       |
| 4  | È qui la festa?       | 25 marzo 2008  | Anna Falchi                               | Marco Mazzocchi         |
| 5  | Una festa per Giorgia | 1º aprile 2008 | Antonio Rossi                             | Stefano Masciarelli     |
| 6  | Libro per bambini     | 1º aprile 2008 | Edwige Fenech                             | Cristina Chiabotto      |
| 7  | Donne turudù          | 8 aprile 2008  | Lorella Cuccarini                         | Massimo Boldi           |
| 8  | Paura di volare       | 8 aprile 2008  | Laura Torrisi                             | Guido Meda              |
| 9  | Il cane               | 14 aprile 2008 | Ainett Stephens                           | Pino Insegno            |
| 10 | Bonus malus           | 14 aprile 2008 | Loris Capirossi                           | Giuliano Sangiorgi      |
| 11 | Il motorino           | 22 aprile 2008 | Alex Britti                               | Camila Raznovich        |
| 12 | Domenica al lago      | 22 aprile 2008 | Francesco Renga                           | Linus                   |
| 13 | La mia peggiore amica | 29 aprile 2008 | Rossella Brescia                          | Emanuela Folliero       |
| 14 | La cena               | 29 aprile 2008 | Linus                                     | Albertino               |
| 15 | Trekking da salotto   | 6 maggio 2008  | Giancarlo Kalabrugovic Federica Panicucci | Tommy Vee               |
| 16 | Nudo artistico        | 13 maggio 2008 | -                                         | Marco Mazzocchi         |
| 17 | La camicia bianca     | 13 maggio 2008 | -                                         | Alessandro Cecchi Paone |

## La stanza del mistero
In questa stagione venne creata "la stanza del mistero", dove i protagonisti entravano e si ritrovavano ogni volta in una situazione completamente estranea alla trama dell'episodio (un negozio di tatuaggi, un aeroporto, una classe scolastica, etc...). Gli attori venivano guidati anche qui dai consigli del suggeritore.